# Julie Hagerty
Julie Beth Hagerty (Cincinnati, 15 giugno 1955) è un'attrice statunitense, celebre per aver interpretato il ruolo di Elaine Dickinson nella duologia de L'aereo più pazzo del mondo.

## Biografia
Figlia di genitori divorziati, negli anni ottanta ha avuto una relazione con l'attore-regista Albert Brooks, che l'aveva voluta nel cast di Pubblicitario offresi (1985).

## Filmografia parziale

### Cinema
- L'aereo più pazzo del mondo (Airplane!), regia di Jim Abrahams, David Zucker (1980)
- L'aereo più pazzo del mondo... sempre più pazzo (Airplane II: The Sequel), regia di Ken Finkleman (1982)
- Una commedia sexy in una notte di mezza estate (A Midsummer Night's Sex Comedy), regia di Woody Allen (1982)
- Facoltà di medicina (Bad Medicine), regia di Harvey Miller (1985)
- Pubblicitario offresi (Lost in America), regia di Albert Brooks (1985)
- Terapia di gruppo (Beyond Therapy), regia di Robert Altman (1987)
- I maledetti di Broadway (Bloodhounds of Broadway), regia di Howard Brookner (1989)
- Brusco risveglio (Rude Awakening), regia di David Greenwalt, Aaron Russo (1989)
- Il mistero Von Bulow (Reversal of Fortune), regia di Barbet Schroeder (1990)
- Tutte le manie di Bob (What About Bob?), regia di Frank Oz (1991)
- Rumori fuori scena (Noises Off...), regia di Peter Bogdanovich (1992)
- U Turn - Inversione di marcia (U Turn), regia di Oliver Stone (1997)
- Mel - Una tartaruga per amico (Mel), regia di Joey Travolta (1998)
- Uno spostato sotto tiro (Held Up), regia di Steve Rash (1999)
- Storia di noi due (The Story of Us), regia di Rob Reiner (1999)
- Freddy Got Fingered, regia di Tom Green (2001)
- The Badge - Inchiesta scandalo (The Badge), regia di Robby Henson (2002)
- Cose da maschi (A Guy Thing), regia di Chris Koch (2003)
- Marie e Bruce - Finché divorzio non vi separi (Marie and Bruce), regia di Tom Cairns (2004)
- Adam & Steve, regia di Craig Chester (2005)
- Just Friends (Solo amici) (Just Friends), regia di Roger Kumble (2005)
- She's the Man, regia di Andy Fickman (2006)
- I Love Shopping (Confessions of a Shopaholic), regia di P. J. Hogan (2009)
- Instant Family, regia di Sean Anders (2018)
- Storia di un matrimonio (Marriage Story), regia di Noah Baumbach (2019)
- Noelle, regia di Marc Lawrence (2019)
- Friendzone, regia di  Charles Van Tieghem (2021)
- A Christmas Story Christmas, regia di Clay Kaytis (2022)
- Mi ricorda qualcuno (Somebody I Used to Know), regia di Dave Franco (2023)
- The Out-Laws - Suoceri fuorilegge (The Out-Laws), regia di Tyler Spindel (2023)

### Televisione
- The Day the Women Got Even, regia di Burt Brinckerhoff – film TV (1980)
- American Playhouse – serie TV, episodio 6x08 (1987)
- Lucky Luke – serie TV, episodio 1x01 (1991)
- Sesamo apriti (Sesame Street) – programma televisivo, puntata 27x29 (1996)
- Murphy Brown – serie TV, episodi 9x03-9x10 (1996)
- E.R. - Medici in prima linea (ER) – serie TV, episodio 3x19 (1997)
- Love Boat - The Next Wave – serie TV, episodio 1x03 (1998)
- In un mare di guai (Boys Will Be Boys), regia di Dom DeLuise – film TV (1999)
- Tutti amano Raymond (Everybody Loves Raymond) – serie TV, episodio 3x22 (1999)
- Jackie's Back!, regia di Robert Townsend – film TV (1999)
- The Norm Show – serie TV, episodio 2x10 (1999)
- The Guardian – serie TV, episodio 3x04 (2003)
- Malcolm – serie TV, 4 episodi (2003-2004)
- Law & Order - Unità vittime speciali (Law & Order: Special Victims Unit) – serie TV, episodio 5x18 (2004)
- Girlfriends – serie TV, 3 episodi (2004)
- CSI - Scena del crimine (CSI: Crime Scene Investigation) – serie TV, episodio 7x22 (2007)
- Cupid – serie TV, 7 episodi (2009)
- Happy Endings – serie TV, episodi 3x06-3x23 (2012-2013)
- Wilfred – serie TV, episodi 4x03-4x06 (2014)
- New Girl – serie TV, episodio 5x02 (2016)
- Trial & Error – serie TV, 5 episodi (2017)
- Grace and Frankie – serie TV, episodio 4x10 (2018)
- Black Monday – serie TV, 5 episodi (2019-2020)

## Doppiatrici italiane
Nelle versioni in italiano delle opere in cui ha recitato, Julie Hagerty è stata doppiata da:
- Tiziana Avarista in Malcolm (ep. 5x06, 5x10, 5x17), Instant Family, Noelle, Mi ricorda qualcuno, The Out-Laws - Suoceri fuorilegge
- Laura Boccanera in Facoltà di medicina, CSI - Scena del crimine
- Stefanella Marrama in U Turn - Inversione di marcia, A Christmas Story Christmas
- Claudia Razzi in Storia di noi due, Storia di un matrimonio
- Anna Rita Pasanisi in L'aereo più pazzo del mondo
- Simona Izzo in L'aereo più pazzo del mondo... sempre più pazzo
- Cristiana Lionello in Una commedia sexy in una notte di mezza estate
- Isabella Pasanisi in Tutte le manie di Bob
- Monica Ward in Rumori fuori scena
- Roberta Greganti in I Love Shopping
- Alessandra Chiari in Malcolm (ep. 5x02)
- Daniela Di Giusto in The Badge - Inchiesta scandalo
- Serena Verdirosi in Just Friends (Solo amici)